# Národní park Timanfaya
Národní park Timanfaya (španělsky Parque nacional de Timanfaya) je španělský národní park na Kanárských ostrovech, na ostrově Lanzarote. Leží v jihozápadní části ostrova. Má rozlohu 51 km² a byl založen v roce 1974. Park tvoří oblast pokrytá vulkanickými vyvřelinami a je téměř bez vegetace. Má kopcovitý až mírně hornatý charakter, s nadmořskou výškou okolo 500 m. Zbarvením vulkanických hornin připomíná oblast nazývaná Montaňas del Fuego spíše povrch Marsu. V roce 1730 a následně v roce 1824 zde došlo k velkému sopečnému výbuchu. Láva pokryla přibližně třetinu ostrova.

## Galerie

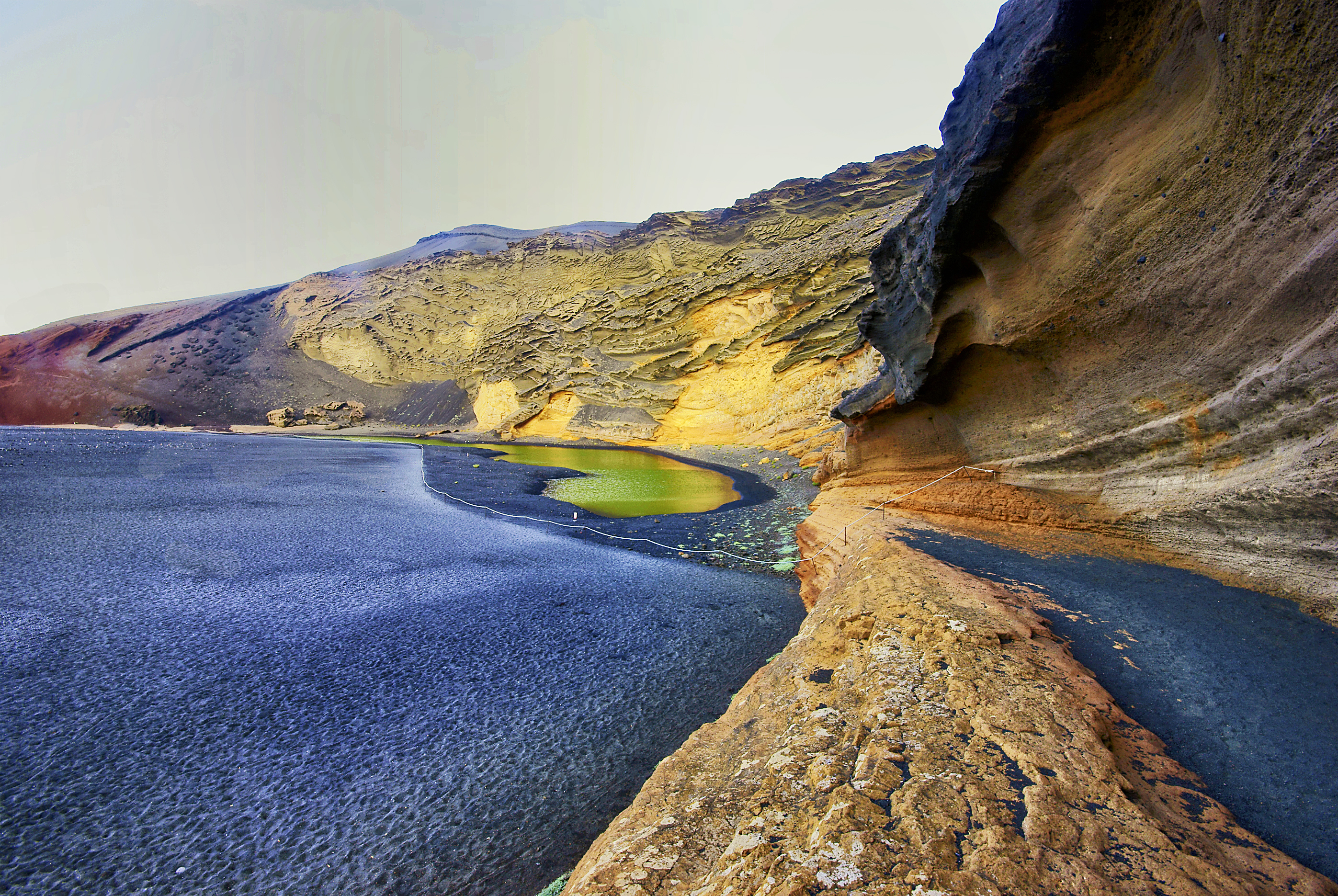
Charco de los Ciclos
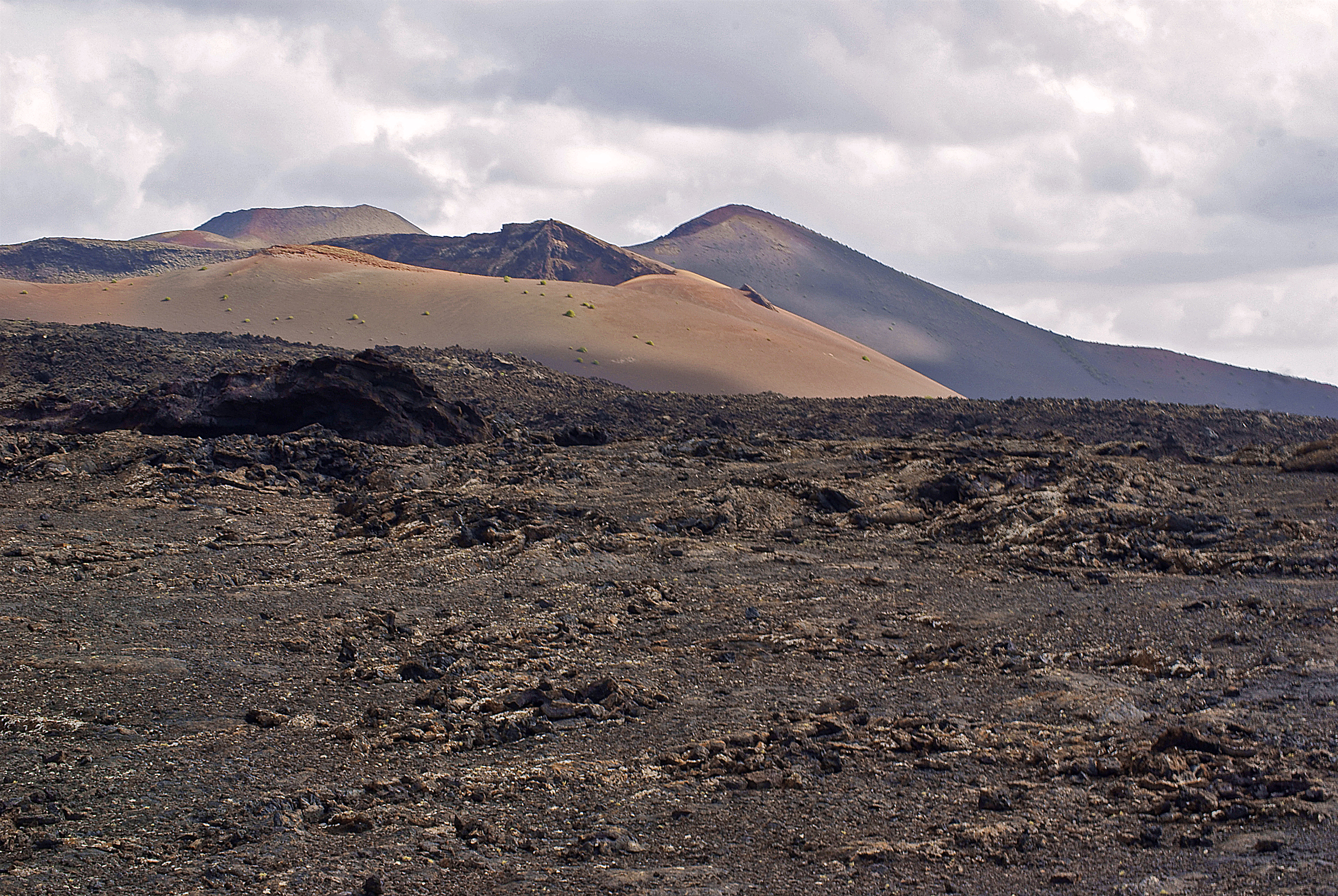
Timanfaya
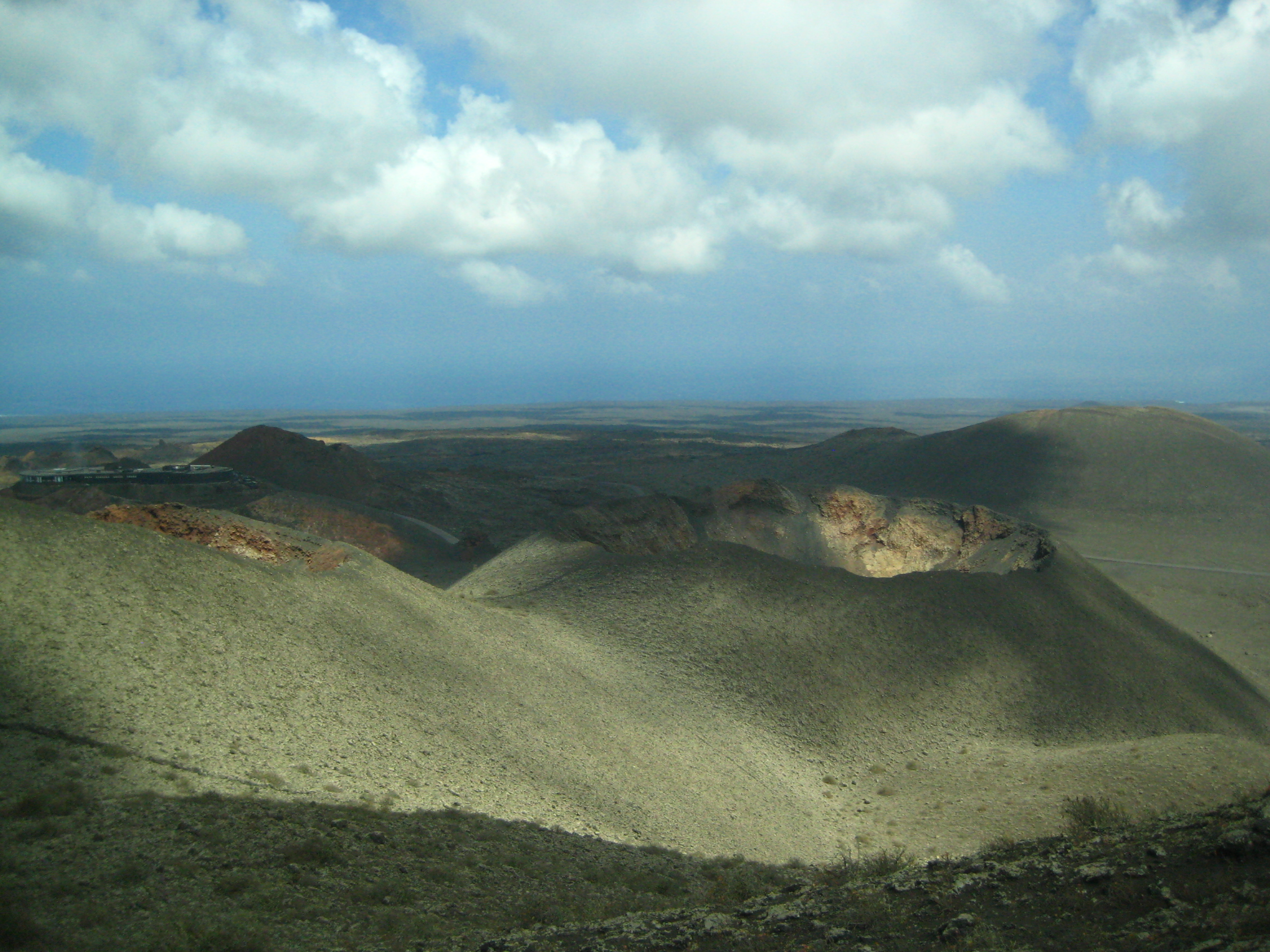
Timanfaya